# Richard Dawkins Award
Il Richard Dawkins Award è un premio assegnato annualmente a una persona (o a più persone) per la loro notevole opera di promozione dell'ateismo. Viene assegnato dalla Atheist Alliance durante il suo congresso annuale, in riconoscimento del lavoro di Richard Dawkins.
Nei criteri ufficiali del premio si legge:
"Il Richard Dawkins Award verrà assegnato ogni anno per onorare un eminente ateo, i cui contributi hanno innalzato la consapevolezza pubblica della filosofia di vita nonteista; che attraverso scritti, media e arti e/o sul palco sostengono una maggiore conoscenza scientifica; che attraverso opere o con esempi insegnano l'accettazione della filosofia nonteista; e il cui atteggiamento pubblico riflette la filosofia di vita nonteista senza compromessi del Dott. Richard Dawkins."

## Vincitori
- 2003 — James Randi (premio inaugurale)
- 2004 — Ann Druyan
- 2005 — Penn & Teller
- 2006 — Julia Sweeney
- 2007 — Daniel Dennett
- 2008 — Ayaan Hirsi Ali
- 2009 — Bill Maher
- 2010 — Susan Jacoby
- 2011 — Christopher Hitchens
- 2012 — Eugenie Scott
- 2013 — Steven Pinker
- 2014 — Rebecca Goldstein
- 2015 — Jerry Coyne
- 2016 — Lawrence M. Krauss
- 2017 — David Silverman
- 2018 — Stephen Fry
- 2019 — Ricky Gervais
- 2020 — Javed Akhtar[1]
- 2021 — Tim Minchin
- 2022 - Neil deGrasse Tyson[2]
- 2023 — Bill Nye